# La Tour (téléfilm)
Pour les articles homonymes, voir La Tour.
Pour plus de détails, voir Fiche technique et Distribution.
La Tour (Der Turm) est un téléfilm allemand en deux parties, sorti en 2012, adapté du bestseller Der Turm qui a valu à son auteur, Uwe Tellkamp, le prix du livre allemand en 2008.

## Synopsis
Der Turm décrit les sept dernières années de la RDA avant la chute du mur dans l’univers d’une famille bourgeoise de Dresde, les Hoffmann. Le père est chirurgien, il assiste sans broncher à la dégradation du système de santé et à celui d’une société gangrenée par la peur. L’oncle est éditeur, il doit se soumettre à la censure en se contentant, avec une ironie froide, de profiter des privilèges que lui octroie le Parti. Quant au fils, Christian, il interrompt ses études de médecine pour faire son service militaire : son goût pour la liberté et son insolence lui vaudront la prison, puis les travaux forcés ; une descente aux enfers qui condamnera sa famille à un lent naufrage, à la fois tragique et absurde.

## Fiche technique
- Titre original : Der Turm
- Titre français : La Tour
- Réalisation :
- Scénario : Thomas Kirchner (d'après le roman éponyme d'Uwe Tellkamp)
- Direction artistique :
- Décors : Lars Lange
- Costumes : Steffi Bruhn
- Photographie : Frank Lamm
- Montage : Jens Klüber
- Musique :  Can Erdoğan-Sus et Daniel Sus
- Son :
- Production : Nico Hofmann, Matthias Adler et Benjamin Benedict
- Sociétés de production :
- Sociétés de distribution :
- Budget :
- Pays d’origine :  Allemagne
- Langue originale : Allemand
- Durée : 117 minutes
- Genre : Drame
- Dates de sortie : 
  -  Allemagne : 3 et 4 octobre 2012

## Distribution
- Jan Josef Liefers (VF : Frédéric Popovic) : Richard Hoffmann
- Sebastian Urzendowsky (VF : Benjamin Bollen) : Christian Hoffmann
- Claudia Michelsen (VF : Rafaèle Moutier) : Anne Hoffmann
- Götz Schubert (VF : Philippe Catoire) : Meno Rohde
- Nadja Uhl (VF : Sybille Tureau) : Josta Fischer
- Josephin Busch (VF : Chloé Berthier) : Reina Kossmann
- Hans-Uwe Bauer (de) (VF : Patrick Floersheim) : Ulrich Rohde
- Steffi Kühnert (VF : Véronique Augereau) : Barbara Rohde
- Stephanie Stumph (VF.: Laurence Sacquet) : Ina Rohde
- Valery Tscheplanowa (VF : Laurence Dourlens) : Judith Schevola
- Thorsten Merten (VF : Bruno Dubernat) : Manfred Weniger
- Christian Sengewald (VF : Cyrille Artaux) : Thomas Wernstein
- Antonio Wannek (VF : Antoine Schoumsky) : Stefan Kretzschmar
- Daniel Zillmann : Jan Burre
- Sergej Moya : Ezzo Rohde
- Annika Olbrich : Franziska
- Carina Wiese : Regine
- Udo Schenk : Kohler
- Jürgen Maurer (VF : Patrick Borg) : l'avocat Sperber
- Ramona Kunze-Libnow : la sœur supérieure
- Ernst Georg Schwill : le médecin-chef Müller
- David C. Bunners : le vieux
- Janusz Kocaj : Falk Truschler
- Peter Prager : le directeur Fahner
- Claudia Geisler : Madame Kolb
- Lea Ruckpaul : Verena
- Klaus Bieligk : Heinz Schiffner
- Peter Sodann : Max Barsano
- Martin Bruchmann : Jens Ansorge
- Bruno Renne : Phillip
- Martin Seifert : Herr Schnürchel

Source et légende : Version française selon le carton du doublage français télévisuel.